# 新田宮流
新田宮流（しんたみやりゅう）は和田平助正勝が興した抜刀術（居合）の流派。

## 概要
流祖の和田平助正勝は、水戸藩第2代藩主徳川光圀を警護し、剣術家として高い名声を得た。和田は朝比奈夢道に田宮流居合術を学び、また水野新五左衛門に水野流を学んだ後、これらを工夫して新田宮流を興す。弟子に新田宮流を学んだ後に脱藩し、江戸で自鏡流を開いた多賀権内盛政がいる。
常に先手を打って相手を倒す実践性が特徴であり、徳川光圀も習得したといわれ、藩外不出の剣術として、弘道館においても教授された。現在、水戸東武館古武道保存会の2名がその技を保持している。
2013年（平成25年）10月25日、水戸市の無形文化財に指定された。